# Pteropus insularis phaeocephalus
Pteropus insularis phaeocephalus är en underart till arten Pteropus insularis som beskrevs av Thomas 1882. IUCN listar Pteropus insularis phaeocephalus bara som synonym till Pteropus insularis.
Underarten förekommer i Mikronesien.